# جوني غولدن
جوني غولدن (بالإنجليزية: Johnny Golden)‏ هو لاعب غولف أمريكي، ولد في 2 أبريل 1896 في Tuxedo, New York ‏ في الولايات المتحدة، وتوفي في 27 يناير 1936 في ستامفورد في الولايات المتحدة.